# Alchemilla insignis
Alchemilla insignis é uma espécie de rosácea do gênero Alchemilla, pertencente à família Rosaceae.